# Colobus
Colobus é um gênero de macaco da família Cercopithecidae.

## Espécies
- Colobus angolensis Sclater, 1860
- Colobus guereza Rüppell, 1835
- Colobus polykomos (Zimmermann, 1780)
- Colobus satanas Waterhouse, 1838
- Colobus vellerosus I. Geoffroy, 1834